# Amblyonychus incisuralis
Amblyonychus incisuralis là một loài ruồi trong họ Asilidae. Amblyonychus incisuralis được Macquart miêu tả năm 1838. Loài này phân bố ở vùng Tân nhiệt đới.